# キングス・カレッジ大学

キングス・カレッジ大学 (英：University of King's College)は、カナダ・ノバスコシア州の州都ハリファックスにある州立大学である。 カナダで最も伝統ある大学の一つであり、特に同国の英語圏では最古の歴史を誇る名門校。ジャーナリズム学とファウンデーション・イヤー・プログラム (FYP)でとりわけ有名で、北米中の生徒を集めるカナダ屈指のリベラルアーツの大学である。

## 歴史
1789年に英国王党派のグループによって、ウィンザーに創立された。イギリスの領地であった北アメリカの中で最初に認可を受けた大学。また1802年にカナダで初めて、当時のイギリス国王であったジョージ3世から勅許を受けた大学でもある。
しかしながら、1920年に何らかの原因によりキャンパスが焼失し、カーネギー財団の援助によりハリファックスに移転してダルハウジー大学と提携することになる。現在はダルハウジー大学の敷地内に存在するもう１つの大学として独立して運営されている。ダルハウジー大学と人文科学・理学部を共有している一方、独自に現代学、科学技術史学、近代学といったプログラムを提供する形をとっている。

## 特徴
年々上昇傾向にある学生数から、キングス・カレッジ大学の高い名声がうかがえる。1994年と2004年の間で、同大学に在籍するノバスコシア州民の人数は23％増加した。それに加えて、ノバスコシア州出身以外の学生数も増えつつある。
高等学校からキングス・カレッジ大学に入学する生徒の平均成績は、低く見積もってもＡに分類される87％とされた。
トロント大学教授のマーク・キングウェル氏は、2014年に自身の記事にて、キングス・カレッジ大学を一流のリベラルアーツカレッジと評している。
2014年、インターネット新聞のハフィントン・ポスト(カナダ)で、カナダで最も美しいキャンパスを持つ大学の一つとして取り上げられた。
キングス・カレッジ大学が抱える問題として、政府出資の減少が挙げられる。1990年の運営費用の78％が政府からの出資であったが、2004年のそれは31％にまで低下している。そのため授業料を高くして費用をカバーするに至っており、2005年には半分以上の費用を生徒から支払われる授業料で賄っている状態であった。

## プログラム
ファウンデーション・イヤー・プログラム (FYP)
ジャーナリズム学
科学技術史学
近代学
現代学